# IC 2408
IC 2408 је појединачна звијезда у сазвјежђу Рак која се налази на листи објеката дубоког неба у Индекс каталогу.
Деклинација објекта је + 19° 2' 12" а ректасцензија 8h 48m 20,3s.